# بيل ترافيس
بيل ترافيس (بالإنجليزية: Bill Travis)‏ هو مصور أمريكي، ولد في 1957.